# Rollin' with Leo
Rollin' with Leo est un album de hard bop enregistré en octobre 1961 par le saxophoniste baryton américain Leo Parker.
Enregistré quatre mois avant la mort de Leo Parker, cet album reçoit du label Blue Note Records une couverture et un numéro de catalogue mais il n'est pas publié à l'époque : il ne le sera qu'en 1980, 18 ans après la mort du saxophoniste.

## Historique

### Enregistrement

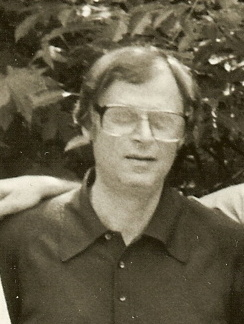
Rudy Van Gelder.

L'album Rollin' with Leo est enregistré lors de deux sessions tenues les 12 et 20 octobre 1961 au Van Gelder Recording Studio à Englewood Cliffs dans le New Jersey,,,,.
Il est produit par le fondateur du légendaire label de jazz Blue Note, Alfred Lion,, ou Alfred Loew de son vrai nom, un producteur né en Allemagne en 1908 qui voyagea aux États-Unis en 1930 et s'y établit en 1938 pour fuir l'Allemagne nazie,,.
La prise de son est assurée par Rudy Van Gelder, un ingénieur du son spécialisé dans le jazz, considéré comme l'un des meilleurs ingénieurs de l'histoire de l'enregistrement, dont on estime qu'il a enregistré et mixé plus de 2 000 albums. Son premier studio, connu durant les années 1950 sous le nom de « Van Gelder Studio, Hackensack, New Jersey », était en fait le living room de ses parents. Ce n'est qu'en 1959 qu'il ouvrira son vrai studio, connu sous le nom de « Van Gelder Studio, Englewood Cliffs, New Jersey ». L'album Rollin' with Leo a donc été enregistré non plus dans le salon des parents de Rudy Van Gelder mais dans le studio ouvert par Van Gelder en 1959.

### Publication avortée en 1962
Cet album a reçu une couverture et le numéro de catalogue BST 84095 en 1962 mais il n'a en fait jamais été publié à l'époque.
La photographie de cette couverture non publiée de 1962 est l'œuvre de Francis Wolff,,, un producteur et photographe né en 1908 en Allemagne et émigré aux États-Unis en 1939, ami d'enfance d'Alfred Lion, le fondateur du label Blue Note, dont Wolff partageait la direction avec Lion,.
La conception graphique de la couverture de 1962 est l'œuvre de Reid Miles,,, un photographe et designer américain né en 1927 et recruté en 1955 par Francis Wolff pour Blue Note, pour lequel il réalisa des centaines de pochettes d'albums et développa « un langage graphique vraiment unique et caractéristique » en intégrant soit des photos de Wolff soit ses propres photos, en faisant de la monochromie un art et en jouant avec les typographies jusqu'à envahir de lettres les couvertures des albums,.

### Publication effective en 1980
Ce n'est qu'en 1980 que l'album est finalement publié par Blue Note : il sort alors en disque vinyle long play (LP) sous la référence LT 1076,.
Le producteur de cette édition 1980 est Michael Cuscuna, le design est de Bill Burks, la photographie est l'œuvre de Jed Wilcox et la notice (liner notes) est de Bob Porter,.

### Rééditions
L'album est réédité par Blue Note en LP en 1986 et 1992, puis en CD de 1988 à 2019.
Les rééditions en CD affichent le design initial de 1962 (avec le graphisme de Reid Miles et la photographie de Francis Wolff), ainsi que le référence 84095 qui était prévue à l'origine en 1962.

## Accueil critique
Pour Bob Porter, auteur de la notice du LP original de 1980 (publié, rappelons-le, près de 20 ans après l'enregistrement), « Presque tout ce que Leo joue ici est aussi bon que tout ce qu'il avait déjà joué auparavant. Les excès de son style des années 1940 ont été remplacés par une douceur particulièrement séduisante. Les sidemen sont excellents, avec un clin d'œil particulier au ténor sous-estimé de Bill Swindell. Il serait vain de spéculer sur ce qu'il serait advenu de la musique de Leo Parker s'il avait vécu. Il est certain que les albums qu'il a faits pour Blue Note étaient excellents. Pour Leo Parker, cet album est le dernier chapitre du livre. Ce que l'on sait, c'est que Leo Parker, saxophoniste baryton, était un musicien qui avait beaucoup de swing, autant à l'aise dans les combos de bebop que de swing, et qu'il pouvait aussi jouer de belles ballades avec un son énorme que seul Harry Carney pouvait rivaliser ».
Le site AllMusic attribue 4½ étoiles à l'album Rollin' with Leo. Le critique musical Steve Leggett d'AllMusic est très élogieux : quelques mois avant sa mort en 1962,« lors de deux sessions tenues le 12 et le 20 octobre 1961, Parker avait donné tout son cœur sur ce qui aurait été son deuxième album pour Blue Note Records cette année-là, et il était apparu que le saxophoniste baryton était en bonne voie pour un retour en force bien mérité dans sa carrière. Les sessions, cependant, ne sont sorties que près de 20 ans plus tard. La mort de Parker a été tragique parce qu'il avait beaucoup plus à dire, et cela fait de ce bel ensemble un véritable trésor ».
En 1981, dans la revue Cadence, Bob Rusch qualifie cette publication better late than never (mieux vaut tard que jamais) de session typique de Leo Parker.
Pour le Coda Magazine en 1982 « Leo Parker n'est guère mentionné dans la plupart des livres consacrés à l'histoire de la musique et pourtant, à en juger par cet enregistrement, il était un saxophoniste baryton original et passionnant ».
Pour Jazz Journal International en 1986 « Rollin' with Leo est une révélation. Le jeu brillant de Parker au baryton a souvent été assombri par la nature rude de son jeu, occultant le fait qu'il était l'un des saxophonistes baryton les plus agiles. Cet album de 1961 a du swing, mais il porte la marque du goût Blue Note. Il y a un bon ténor dont je n'avais jamais entendu parler auparavant, Bill Swindell, et le trompettiste Dave Burns stimule constamment ».
En 2002, dans son livre Cookin': Hard Bop and Soul Jazz 1954-65, Kenny Mathieson rappelle  que « Leo Parker a disparu de la scène après s'être montré prometteur à la fin des années 1940, mais il est revenu avec deux bons albums pour Blue Note en 1961, Let Me Tell You 'Bout It and Rollin' with Leo, avant de mourir prématurément d'une crise cardiaque en 1962 ».

## Titres
L'album comprend cinq titres originaux de Leo Parker et un titre composé par le contrebassiste Stan Conover.
« The Lion's Roar est un bon morceau d'ouverture, le groupe allumant tous les cylindres. Le ton bourru et râpeux de Parker capture bien le rugissement. L'ambiance est plus détendue pour Bad Girl. Talkin' the Blues est un dialogue lent entre Acea et Parker. L'album se termine par une explosion d'énergie dans Mad Lad Returns »
| 1.    | The Lion's Roar   | Leo Parker       | 4:54 |
| 2.    | Bad Girl          | Stan Conover     | 6:17 |
| 3.    | Rollin' With Leo  | Leo Parker       | 6:25 |
| 4.    | Music Hall Beat   | Illinois Jacquet | 4:56 |
| 5.    | Jumpin' Leo       | Leo Parker       | 4:30 |
| 6.    | Talkin' The Blues | Leo Parker       | 6:30 |
| 7.    | Stuffy            | Coleman Hawkins  | 5:41 |
| 8.    | Mad Lad Returns   | Leo Parker       | 4:35 |
| 43:12 |                   |                  |      |

## Musiciens
- Leo Parker : saxophone baryton
- Bill Swindell : saxophone ténor
- Dave Burns : trompette
- Johnny Acea : piano
- Al Lucas : contrebasse (tous les morceaux sauf 3 et 4)
- Stan Conover : contrebasse (morceaux 3 et 4)
- Wilbert Hogan : batterie (tous les morceaux sauf 3 et 4)
- Purnell Rice : batterie (morceaux 3 et 4)